# 雷藏蒂耶尔
雷藏蒂耶尔（法語：Rézentières，法語發音：[ʁezɑ̃tjɛʁ]）是法国康塔尔省的一个市镇，位于该省东部偏北，属于圣弗卢尔区。

## 地理
雷藏蒂耶尔（45°8'3"N, 3°6'12"E）面积13.29 平方千米，位于法国奥弗涅-罗讷-阿尔卑斯大区康塔爾省，该省份为法国中南部省份，位于法國中央高原中心，北起科雷兹省、上盧瓦爾省和多姆山省，西接洛特省和科雷兹省，南至阿韦龙省和洛特省，东临上盧瓦爾省和洛泽尔省。
与雷藏蒂耶尔接壤的市镇（或旧市镇、城区）包括：科朗、费里耶尔-圣玛丽、圣马里勒普兰、塔利扎、维耶伊莱斯佩斯。

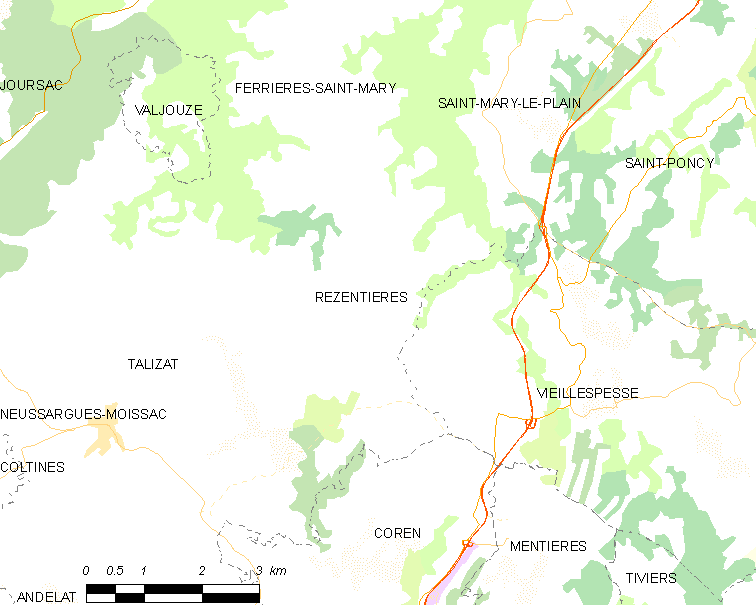
雷藏蒂耶尔的OSM定位图

雷藏蒂耶尔的时区为UTC+01:00、UTC+02:00（夏令时）。

## 行政
雷藏蒂耶尔的邮政编码为15170，INSEE市镇编码为15161。

## 政治
雷藏蒂耶尔所属的省级选区为圣弗卢尔第一县。

## 人口

1962-2008年间雷藏蒂耶尔人口变化图示

雷藏蒂耶尔于2022年1月1日时的人口数量为110人。